# Флоріан Кляйн
Флоріан Кляйн (нім. Florian Klein, нар. 17 листопада 1986, Лінц) — австрійський футболіст, півзахисник віденської «Аустрії» та національної збірної Австрії.
Чемпіон Австрії. Володар Кубка Австрії. 

## Клубна кар'єра
Народився 17 листопада 1986 року в місті Лінц. Вихованець футбольної школи клубу ЛАСК (Лінц).
У дорослому футболі дебютував 2003 року виступами на умовах оренди за іншу місцеву команду «Блау-Вайс», в якій провів один сезон, взявши участь у 19 матчах чемпіонату, після чого повернувся до ЛАСК. Відіграв за цю команду з Лінца наступні п'ять сезонів своєї ігрової кар'єри. Більшість часу, проведеного у складі ЛАСКа, був основним гравцем команди.
2009 року уклав контракт з клубом «Аустрія» (Відень), у складі якого провів наступні три роки своєї кар'єри гравця.  Граючи у складі віденської «Аустрії» також здебільшого виходив на поле в основному складі команди.
З 2012 року два сезони захищав кольори команди клубу «Ред Булл». Тренерським штабом нового клубу також розглядався як гравець «основи».
До складу німецького клубу «Штутгарт» перейшов 2014 року.

## Виступи за збірні
2005 року дебютував у складі юнацької збірної Австрії, взяв участь у 5 іграх на юнацькому рівні.
Протягом 2006–2008 років залучався до складу молодіжної збірної Австрії. На молодіжному рівні зіграв у 23 офіційних матчах, забив 3 голи.
2010 року дебютував в офіційних матчах у складі національної збірної Австрії. Наразі провів у формі головної команди країни 45 матчів.

## Титули і досягнення
- Чемпіон Австрії (1):

«Ред Булл»:  2013–14
- Володар Кубка Австрії (1):

«Ред Булл»:  2013–14